# 安定ホモトピー理論
数学において、安定ホモトピー理論（あんていホモトピーりろん、Stable homotopy theory）とは、ホモトピー理論（したがって代数的トポロジー）の一分野で、懸垂を複数回適用した後に残る構造や現象を考える分野である。主な結果として、 Freudenthalの懸垂定理があり、これは、任意の点付き空間 {\displaystyle X} が与えられたとき、ホモトピー群 {\displaystyle \pi _{n+k}(\Sigma ^{n}X)} が十分に大きい{\displaystyle n}で安定するということを述べている。特に、球面のホモトピー群 {\displaystyle \pi _{n+k}(S^{n})} は {\displaystyle n\geq k+2} で安定する 。例えば、
{\displaystyle \langle {\text{id}}_{S^{1}}\rangle =\mathbb {Z} =\pi _{1}(S^{1})\cong \pi _{2}(S^{2})\cong \pi _{3}(S^{3})\cong \cdots }
{\displaystyle \langle \eta \rangle =\mathbb {Z} =\pi _{3}(S^{2})\to \pi _{4}(S^{3})\cong \pi _{5}(S^{4})\cong \cdots }
上の2つの例では、ホモトピー群の間のすべての写像は懸垂の応用である。最初の例は、フレヴィッツの定理、 {\displaystyle \pi _{n}(S^{n})\cong \mathbb {Z} } の結果である。 2番目の例は、 Hopf写像 {\displaystyle \eta } 、その懸垂 {\displaystyle \Sigma \eta } への写像で、{\displaystyle \pi _{4}(S^{3})\cong \mathbb {Z} /2} を生成する。